# Коакоацинтла (муниципалитет)
Коакоацинтла (исп. Coacoatzintla) — муниципалитет в Мексике, штат Веракрус, расположен в Столичном регионе штата. Административный центр — город Коакоацинтла.

## Состав
В состав муниципалитета входят 22 населённых пункта.